# Ratpenat frugívor de Geoffroy
El ratpenat frugívor de Geoffroy (Rousettus amplexicaudatus) és una espècie de ratpenat de la família dels pteropòdids. Viu a Brunei, Cambodja, la Xina, Indonèsia, Laos, Malàisia, Myanmar, Papua Nova Guinea, les Filipines, Singapur, Salomó, Tailàndia, el Timor Oriental i el Vietnam. El seu hàbitat natural són els boscos secundaris, tot i que també viu en zones agrícoles, jardins rurals, horts i boscos primaris tropicals humits. És una espècie en risc mínim, és a dir, no sembla que hi hagi cap amenaça significativa per a la seva supervivència.